# Lauren Etame Mayer
Laureano Bisan Etamé-Mayer, född 19 januari 1977 i Kribi, mer känd som Lauren, är en kamerunsk före detta fotbollsspelare. Han spelade bland annat i Mallorca, Arsenal och Portsmouth.